# أوزفالدو مونتيرو
أوزفالدو مونتيرو هو لاعب كرة قدم ومدرب كرة قدم برازيلي في مركز الهجوم، ولد في 12 ديسمبر 1963. لعب مع ناسيونال ماديرا.